# Pastor belga

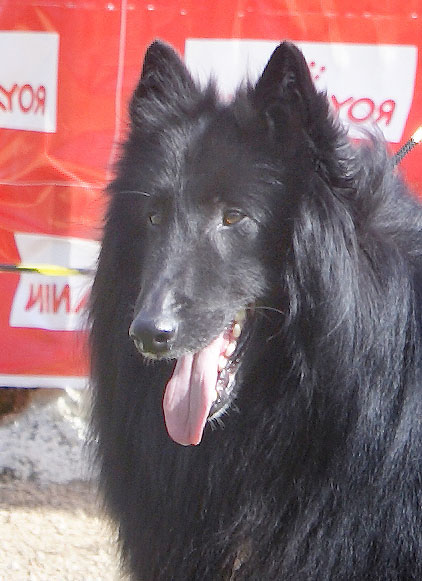
Pastor belga groenendael

El pastor belga és el nom de quatre races o varietats de gos pastor: Pastor belga groenendael, pastor belga laekenois, pastor belga tervueren i pastor belga malinois. Segons l'esquema de classificació de la Federació Cinològica Internacional es tracta de quatre varietats diferents d'una mateixa raça. Altres organitzacions com l'American Kennel Club només reconeixen al Groenendael sota el nom de pastor belga. Les organitzacions cinològiques de l'Australian National Kennel Council i del New Zealand Kennel Club els classifiquen com a quatre races diferents. No obstant això en molts països com Canadà, Gran Bretanya, Puerto Rico, Mèxic i Sud-àfrica, entre d'altres, s'utilitza la classificació de la Federació Cinològica Internacional, reconeixent-les com a quatre varietats de la mateixa raça. Són gossos intel·ligents, treballadors i similars en mida, encara que difereixen superficialment en la seva aparença i en el seu pelatge. Estan tan estretament relacionats genèticament fins al punt que de l'encreuament de dos gossos del mateix "tipus" és possible que neixin cadells de diferent "varietat".

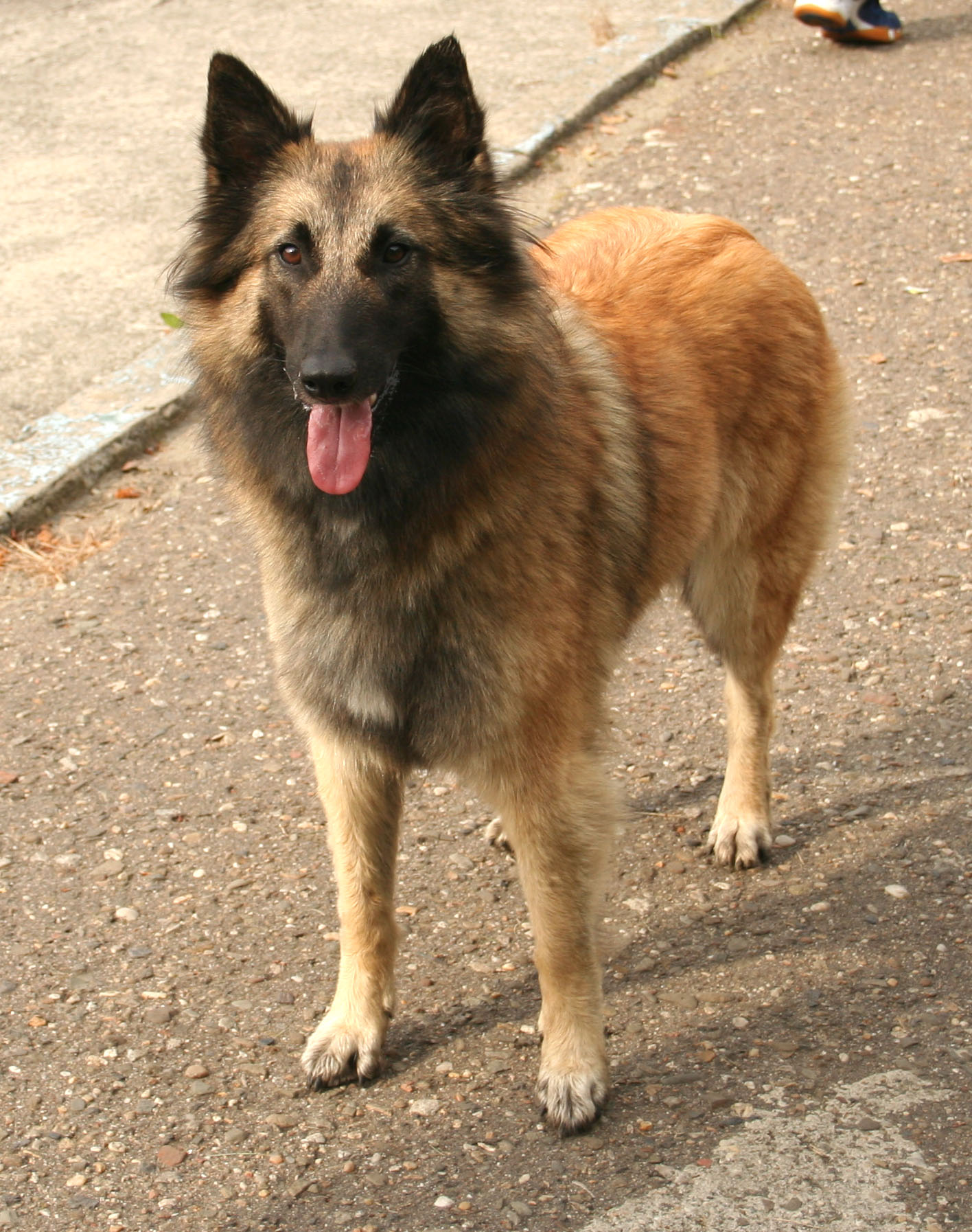
Pastor belga tervueren

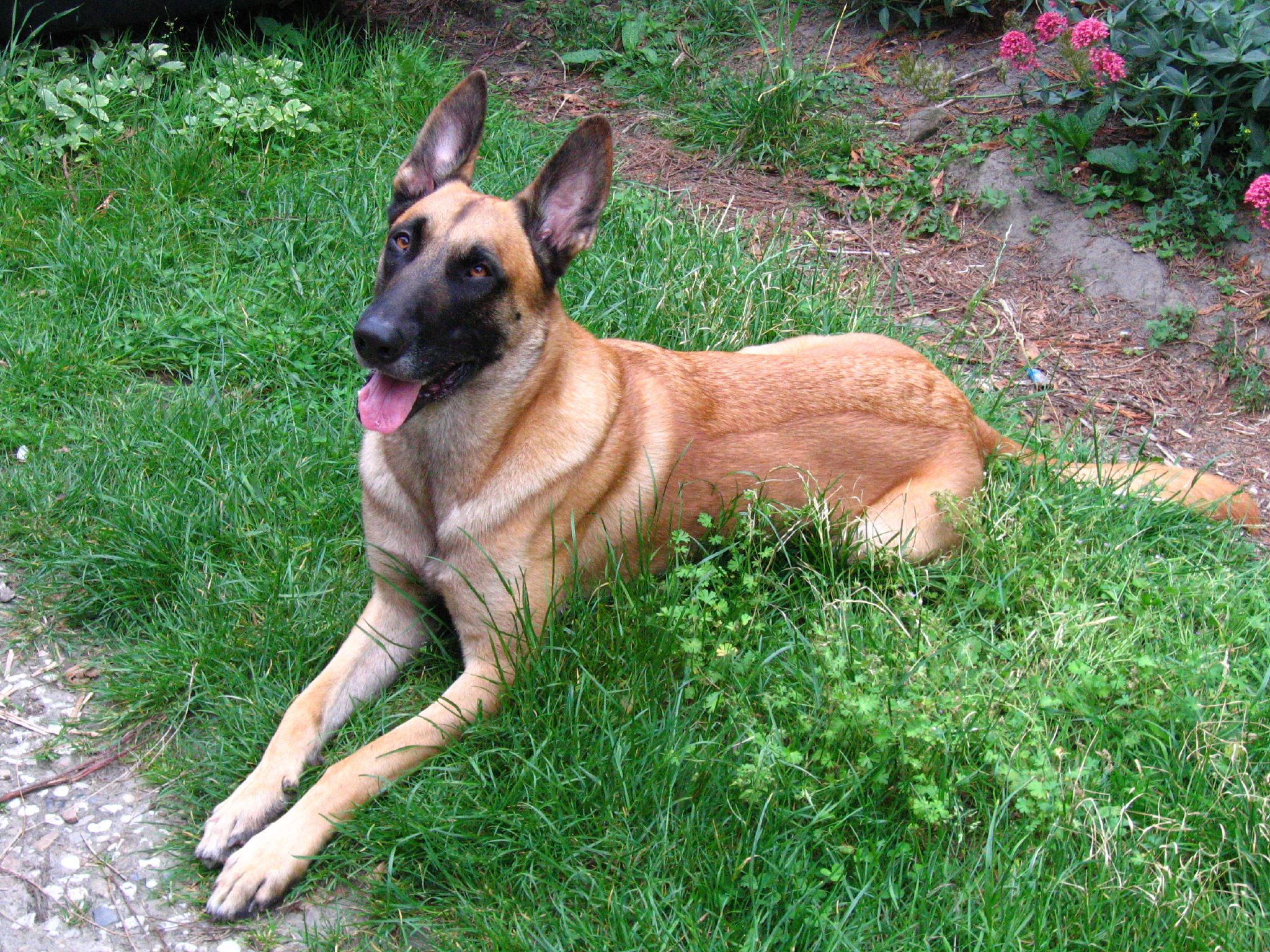
Pastor belga malinois

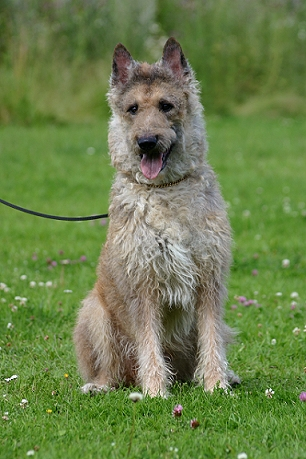
Pastor belga laekenois

- Pastor belga groenendael
- Pastor belga laekenois
- Pastor belga tervueren
- Pastor belga malinois

## Història
A finals del segle xix existia a Bèlgica un gran nombre de gossos conductors de ramats, el tipus era heterogeni i els seus pelatges eren d'una gran diversitat. Per tal de posar ordre en aquesta situació alguns apassionats experts van constituir un grup que va tenir com a guia al professor A. Reul, de l'escola de Medicina Veterinària de Cureghem, qui pot considerar-se com el veritable pioner i fundador de la raça.
El pastor belga neix oficialment com a raça entre el 1891 i el 1897. Al 29 de setembre del 1891 es funda a Brussel·les, el "Club del Pastor Belga" i en aquest mateix any, al 15 de novembre, el professor A. Reul aconsegueix reunir a Cureghem 117 gossos, cosa que li permet dur a terme un cens i formar un grup amb els millors exemplars. En els anys següents es comença una veritable selecció, realitzant una consanguinitat extrema sobre alguns sementals.
Al 3 d'abril del 1892 el "Club del Pastor Belga" va redactar un primer estàndard ben detallat de la raça. Es va admetre una sola raça, amb tres varietats de pèl. De tota manera, en aquesta època, el pastor belga era només un gos de gent humil i, per tant, una raça que mancava encara de prestigi. Per tant, no és fins al 1901 que els primers Pastors belgues van ser registrats en el Llibre dels Orígens de la Société Royale Saint Hubert (LOSH).
En el transcurs dels anys següents, els dirigents cinòfils aficionats al pastor belga es van dedicar tenaçment a unificar el tipus i a corregir els defectes. Podem afirmar que cap al 1910 el tipus i el caràcter del pastor belga estaven ja establerts.
A través de la història del pastor belga l'assumpte de les diverses varietats i dels colors acceptats ha donat lloc a moltes controvèrsies. En canvi, pel que fa a la morfologia, el caràcter i l'aptitud a la feina, mai ha existit cap desacord.

## Morfologia
La raça és originària de Bèlgica, específicament de la regió del Brabant del Nord. Des de l'Edat Mitjana que se'ls coneix, només que en aquests temps existien diferents varietats classificades únicament per la seva funció i no tant per la seva morfologia, ja que l'interès de la seva criança es va fonamentar en la recerca d'una raça eficient per al pasturatge. En aquella època l'estat de Bèlgica no existia encara (es va crear el 1830) i la regió fromava part de les Disset Províncies dels antics Països Baixos, de manera que els avantpassats del pastor belga actual i del pastor holandès són els mateixos. També sembla que comparteixen avantpassats amb el Schipperke.
Actualment els belgues s'utilitzen encara com a pastors, i la seva facilitat per a l'aprenentatge els va transformar en auxiliars de la policia, competint d'igual a igual amb els seus parents alemanys. És un gos que es destaca en la defensa del seu amo i la propietat, per això necessiten fer abundant exercici. És bo ensinistrar-los des de petits però sense maltractaments, ja que aquests poden donar com a resultat un animal nerviós i poc obedient. Són protectors amb els nens i molt vigilants. Com que la longitud, l'aspecte i el color del pèl són variats en el pastor belga s'ha adoptat aquest punt com a criteri per distingir les quatre varietats de la raça: Groenendael, Tervueren, Malinois i Laekenois. Aquestes quatre varietats són jutjades per separat.